# 솔로몬 제도 달러
달러(ISO 4217 부호: SBD)는 1977년부터 솔로몬 제도의 통화이다. 약어는 "$" 나 "SI$"를 사용하는데, "SI$"는 다른 달러를 사용하는 국가와 구별하기 위해 사용하는 약어이다. 1 달러는 100센트로 나뉜다.

## 역사
이전의 솔로몬 제도의 통화를 보고 싶으면 솔로몬 제도 파운드와 오세아니아 파운드를 보시오.
솔로몬 제도 달러는 1977년, 독립이 따라오기 전 오스트레일리아 달러를 같은 비율로 대체하기 위해 도입되었다. 1979년에 이르기까지, 두 화폐는 같은 가치를 유지하고 있었으나 5개월 기간 동안의 SI$1.05 = AU$1의 고정환율을 거쳐, 변동환율제가 되었다. 그 후 28년 동안, 특히 2000년부터 2003년까지 있었던 내전 기간 중의 인플레이션의 극심한 피해로, 현재 솔로몬 제도 달러화는 15 오스트레일리아 센트와 같은 가치이다.

## 동전
1977년, 액면 1, 2, 5, 10, 20 센트와 1 달러 동전이 도입되었다. 모든 센트 동전은 오스트레일리아 동전과 크기와 성분이 같았다. 센트 동전들은 모두 같은 크기이었고, 구성 성분은 오스트레일리아 동전에 상응한다. 1달러는 등변으로 각진 7각형 동전이며 백동으로 주조되었다. 1985년, 1, 2센트 동전에 있는 황동 도금 강철은 황동으로 대체되었고, 10, 20센트 동전에 있는 강철에 니켈를 입힌 동전은 1990년에 백동으로 대체되었다. 또한 1990년, 12각형이고 백동으로 만들어진 50센트 동전을 도입하고 주조하였다. 1, 2센트 동전은 1987년에 마지막으로 주조되었고 더 이상 통용되지 않는다.
모든 솔로몬 제도의 동전에는 나라의 국가 원수인 엘리자베스 2세가 새겨져 있다.

## 지폐
1977년, 지폐는 2, 5, 10 달러의 종류로 도입되었고 1981년에는 20 달러 지폐가 추가되었다. 50 달러 지폐는 1986년에 도입되었고, 100 달러 지폐는 2006년에 도입되었다.. 2001년에 발행된 2 달러 폴리머 지폐는 종이 지폐로 발행된 것을 대체하기 위해 발행하였으나, 2달러 지폐는 다시 2006년 시리즈에서 종이 지폐로 바꾸었다.

## 같이 보기
- 솔로몬 제도
- 오스트레일리아 달러
- 뉴질랜드 달러
- 피지 달러